# Bageshwari Tirtrona
Bageshwari Tirtrona – gaun wikas samiti w środkowej części Nepalu w strefie Narajani w dystrykcie Parsa. Według nepalskiego spisu powszechnego z 2001 roku liczył on 820 gospodarstw domowych i 5190 mieszkańców (2482 kobiety i 2708 mężczyzn).